# 3 Body Problem
3 Body Problem is een Amerikaanse sciencefictionserie gebaseerd op het gelijknamige boek van Liu Cixin, dat zelf verwijst naar het drielichamenprobleem binnen de hemelmechanica. Het eerste seizoen ging op 21 maart 2024 in première.

## Verhaal
Ye Wenjie moet als meisje toekijken hoe haar vader tijdens de Culturele Revolutie publiekelijk wordt doodgeslagen omdat hij wetenschappelijke denkbeelden aanhangt die niet in lijn zijn met de geldende politieke visie. Nadat ze zelf wordt betrapt met Silent Spring, een boek dat illegaal is verklaard, wordt ze permanent naar een strafkamp gestuurd. Omdat ze als astrofysicus wetenschappelijk goed onderlegd is, is dat in haar geval een radarbasis die het heelal afspeurt op zoek naar buitenaards leven. Het kamp waar Ye Wenjie verblijft, krijgt op een dag een reactie van buitenaardse afkomst. De afzender zegt hierin dat de mensheid haar pogingen om contact te maken beter kan staken omdat zijn eigen volk er een van veroveraars is. Ye Wenjie stuurt niettemin toch bericht terug waarin ze de buitenaardsen uitnodigt om te komen omdat de mensheid zelf niet meer in staat is om haar eigen problemen op te lossen.
In 2024 komen wetenschappers wereldwijd tot de conclusie dat alle deeltjesversnellers plotseling alleen nog maar onzinnige resultaten produceren. Dit stort de wereld van de natuurkunde in een crisis. Hier krijgen ook de vrienden Saul Durand, Auggie Salazar, Jin Cheng, Will Downing en Jack Rooney mee te maken. Intussen probeert rechercheur Da Shi erachter te komen waarom veel wetenschappers kort achter elkaar zelfmoord plegen. Daarbij loopt hij een VR-helm tegen het lijf met een techniek die mijlenver voorligt op wat de huidige mensheid kan maken.

## Rolverdeling
| Acteur            | Personage      |
| ----------------- | -------------- |
| Jovan Adepo       | Saul Durand    |
| Liam Cunningham   | Thomas Wade    |
| Eiza González     | Auggie Salazar |
| Jess Hong         | Jin Cheng      |
| Benedict Wong     | Da Shi         |
| Marlo Kelly       | Tatiana        |
| Alex Sharp        | Will Downing   |
| Rosalind Chao     | Ye Wenjie      |
| Saamer Usmani     | Raj Varma      |
| John Bradley-West | Jack Rooney    |
| Sea Shimooka      | Sophon         |

## Afleveringen

### Seizoen 1 (2024)
| Nr. | Ep | Titel aflevering          |
| --- | -- | ------------------------- |
| 1   | 1  | Countdown                 |
| 2   | 2  | Red Coast                 |
| 3   | 3  | Destroyer of Worlds       |
| 4   | 4  | Our Lord                  |
| 5   | 5  | Judgment Day              |
| 6   | 6  | The Stars Our Destination |
| 7   | 7  | Only Advance              |
| 8   | 8  | Wallfacer                 |